# Umanka
Umanka (ukr. Уманка) – rzeka na Ukrainie, lewy dopływ Jatraniu, dorzecze Bohu.
Płynie przez Wyżynę Naddnieprzańską, jej długość wynosi 43 km, a powierzchnia dorzecza 411 km².